# Sparkassen Münsterland Giro 2023
Sparkassen Münsterland Giro 2023 var den 17. udgave af det tyske cykelløb Sparkassen Münsterland Giro. Det blev kørt den 3. oktober 2023 med mål i Münster i delstaten Nordrhein-Westfalen. Løbet var en del af UCI ProSeries 2023.

## Resultater
| \| Samlede stilling \| Samlede stilling \| Samlede stilling \| Samlede stilling \| Samlede stilling \| \| Rytter \| Rytter \| Hold \| Tid \| \| \| ---------------- \| ------------------ \| ---------------------- \| ---------------- \| ---------------- \| \| 1. \| Per Strand Hagenes \| Jumbo-Visma \| 4t 21' 32" \| \| \| 2. \| Kaden Groves \| Alpecin-Deceuninck \| + 17" \| \| \| 3. \| Mads Pedersen \| Lidl-Trek \| + 17" \| \| \| 4. \| Nils Eekhoff \| Team DSM-Firmenich \| + 17" \| \| \| 5. \| Christophe Laporte \| Jumbo-Visma \| + 17" \| \| \| 6. \| Danny van Poppel \| Bora-Hansgrohe \| + 17" \| \| \| 7. \| Søren Wærenskjold \| Uno-X Pro Cycling Team \| + 17" \| \| \| 8. \| Edoardo Affini \| Jumbo-Visma \| + 18" \| \| \| 9. \| Edward Planckaert \| Alpecin-Deceuninck \| + 27" \| \| \| 10. \| Jonas Koch \| Bora-Hansgrohe \| + 38" \| \| |                    |                        |            |
| |                    |                        |            |
| Kilde: ProCyclingStats |                    |                        |            |
| Samlede stilling |                    |                        |            |
| Rytter | Rytter             | Hold                   | Tid        |
| 1. | Per Strand Hagenes | Jumbo-Visma            | 4t 21' 32" |
| 2. | Kaden Groves       | Alpecin-Deceuninck     | + 17"      |
| 3. | Mads Pedersen      | Lidl-Trek              | + 17"      |
| 4. | Nils Eekhoff       | Team DSM-Firmenich     | + 17"      |
| 5. | Christophe Laporte | Jumbo-Visma            | + 17"      |
| 6. | Danny van Poppel   | Bora-Hansgrohe         | + 17"      |
| 7. | Søren Wærenskjold  | Uno-X Pro Cycling Team | + 17"      |
| 8. | Edoardo Affini     | Jumbo-Visma            | + 18"      |
| 9. | Edward Planckaert  | Alpecin-Deceuninck     | + 27"      |
| 10. | Jonas Koch         | Bora-Hansgrohe         | + 38"      |

## Hold og ryttere
| UCI WorldTeams (8)- Alpecin-Deceuninck - Bora-Hansgrohe - Intermarché-Circus-Wanty - Jumbo-Visma - Lidl-Trek - Soudal Quick-Step - Team DSM-Firmenich - Team Jayco AlUla UCI ProTeams (7)- Lotto Dstny - Q36.5 Pro Cycling Team - Team Corratec-Selle Italia - Team Flanders-Baloise - Team Novo Nordisk - Tudor Pro Cycling Team - Uno-X Pro Cycling Team UCI Kontinentalhold (6)- Maloja Pushbikers - P&S Benotti - Rad-Net Oßwald - Santic-Wibatech - Saris Rouvy Sauerland Team - Team Lotto-Kern-Haus Landshold- Tyskland |
| |

### Danske ryttere
| Danske ryttere på startlisten |                      |                          |           |
| Rygnummer                     | Rytter               | Hold                     | Placering |
| 33                            | Julius Johansen      | Intermarché-Circus-Wanty | 22        |
| 41                            | Mads Pedersen        | Lidl-Trek                | 3         |
| 46                            | Martin Pedersen      | Lidl-Trek                | DNF       |
| 153                           | Louis Bendixen       | Uno-X Pro Cycling Team   | DNF       |
| 155                           | Marcus Sander Hansen | Uno-X Pro Cycling Team   | DNF       |
| 156                           | Niklas Larsen        | Uno-X Pro Cycling Team   | DNS       |

* DNF = gennemførte ikke

### Startliste
| Jumbo-Visma TJV | Jumbo-Visma TJV          | Jumbo-Visma TJV |
| --------------- | ------------------------ | --------------- |
| Nr.             | Rytter                   | Placering       |
| 1               | Olav Kooij (NED)         | 50.             |
| 2               | Edoardo Affini (ITA)     | 8.              |
| 3               | Christophe Laporte (FRA) | 5.              |
| 4               | Jesse Kramer (NED)       | 29.             |
| 5               | Per Strand Hagenes (NOR) | 1.              |
| 6               | Tim van Dijke (NED)      | 31.             |
| 7               | Jos van Emden (NED)      | 41.             |

| Bora-Hansgrohe BOH | Bora-Hansgrohe BOH     | Bora-Hansgrohe BOH |
| ------------------ | ---------------------- | ------------------ |
| Nr.                | Rytter                 | Placering          |
| 11                 | Jordi Meeus (BEL)      | 20.                |
| 12                 | Patrick Gamper (AUT)   | 53.                |
| 13                 | Jonas Koch (GER)       | 10.                |
| 14                 | Luis-Joe Lührs (GER)   | 35.                |
| 15                 | Ryan Mullen (IRL)      | 49.                |
| 16                 | Nils Politt (GER)      | 52.                |
| 17                 | Danny van Poppel (NED) | 6.                 |

| Alpecin-Deceuninck ADC | Alpecin-Deceuninck ADC  | Alpecin-Deceuninck ADC |
| ---------------------- | ----------------------- | ---------------------- |
| Nr.                    | Rytter                  | Placering              |
| 21                     | Jasper Philipsen (BEL)  | 39.                    |
| 22                     | Edward Planckaert (BEL) | 9.                     |
| 23                     | Ayco Bastiaens (BEL)    | DNF                    |
| 24                     | Kaden Groves (AUS)      | 2.                     |
| 25                     | Simon Dehairs (BEL)     | DNF                    |
| 26                     | Oscar Riesebeek (NED)   | 38.                    |
| 27                     | Ramon Sinkeldam (NED)   | DNF                    |

| Intermarché-Circus-Wanty ICW | Intermarché-Circus-Wanty ICW | Intermarché-Circus-Wanty ICW |
| ---------------------------- | ---------------------------- | ---------------------------- |
| Nr.                          | Rytter                       | Placering                    |
| 31                           | Gerben Thijssen (BEL)        | 11.                          |
| 32                           | Tim Rex (BEL)                | DNF                          |
| 33                           | Julius Johansen (DEN)        | 22.                          |
| 34                           | Tom Paquot (BEL)             | DNF                          |
| 35                           | Baptiste Planckaert (BEL)    | DNF                          |
| 36                           | Boy van Poppel (NED)         | DNF                          |

| Lidl-Trek LTK | Lidl-Trek LTK                | Lidl-Trek LTK |
| ------------- | ---------------------------- | ------------- |
| Nr.           | Rytter                       | Placering     |
| 41            | Mads Pedersen (DEN)          | 3.            |
| 42            | Jon Aberasturi (ESP)         | DNF           |
| 43            | Nils Aebersold (SUI)         | DNF           |
| 45            | Alex Kirsch (LUX) (landevej) | 18.           |
| 46            | Martin Pedersen (DEN)        | DNF           |
| 47            | Tim Torn Teutenberg (GER)    | 13.           |

| Soudal Quick-Step SOQ | Soudal Quick-Step SOQ    | Soudal Quick-Step SOQ |
| --------------------- | ------------------------ | --------------------- |
| Nr.                   | Rytter                   | Placering             |
| 51                    | Tim Merlier (BEL)        | DNF                   |
| 52                    | Josef Černý (CZE)        | DNF                   |
| 53                    | Lars Craps (BEL)         | DNF                   |
| 54                    | Jannik Steimle (GER)     | DNF                   |
| 55                    | Rémi Cavagna (FRA)       | DNF                   |
| 56                    | Bert Van Lerberghe (BEL) | DNF                   |
| 57                    | Stan Van Tricht (BEL)    | DNF                   |

| Team DSM-Firmenich DSM | Team DSM-Firmenich DSM    | Team DSM-Firmenich DSM |
| ---------------------- | ------------------------- | ---------------------- |
| Nr.                    | Rytter                    | Placering              |
| 61                     | John Degenkolb (GER)      | 27.                    |
| 62                     | Pavel Bittner (CZE)       | 47.                    |
| 63                     | Alexander Edmondson (AUS) | 37.                    |
| 64                     | Nils Eekhoff (NED)        | 4.                     |
| 65                     | Alberto Dainese (ITA)     | 17.                    |
| 66                     | Niklas Märkl (GER)        | 43.                    |
| 67                     | Casper van Uden (NED)     | 36.                    |

| Team Jayco AlUla JAY | Team Jayco AlUla JAY   | Team Jayco AlUla JAY |
| -------------------- | ---------------------- | -------------------- |
| Nr.                  | Rytter                 | Placering            |
| 71                   | Campbell Stewart (NZL) | DNF                  |
| 72                   | Luke Durbridge (AUS)   | 48.                  |
| 73                   | Hamish McKenzie (AUS)  | DNF                  |
| 74                   | Luka Mezgec (SLO)      | 16.                  |
| 75                   | Zdeněk Štybar (CZE)    | DNF                  |
| 76                   | Blake Quick (AUS)      | DNF                  |
| 77                   | Elmar Reinders (NED)   | 42.                  |

| Team Corratec-Selle Italia COR | Team Corratec-Selle Italia COR | Team Corratec-Selle Italia COR |
| ------------------------------ | ------------------------------ | ------------------------------ |
| Nr.                            | Rytter                         | Placering                      |
| 91                             | Antonio Barać (CRO)            | DNF                            |
| 92                             | Stefano Gandin (ITA)           | DNF                            |
| 93                             | Simone Olivero (ITA)           | DNF                            |
| 94                             | Jan Stöckli (SUI)              | DNF                            |
| 95                             | Kyrylo Tsarenko (UKR)          | 32.                            |
| 96                             | Etienne van Empel (NED)        | 23.                            |

| Lotto Dstny LTD | Lotto Dstny LTD           | Lotto Dstny LTD |
| --------------- | ------------------------- | --------------- |
| Nr.             | Rytter                    | Placering       |
| 101             | Caleb Ewan (AUS)          | DNF             |
| 102             | Jarrad Drizners (AUS)     | DNF             |
| 103             | Joshua Giddings (GBR)     | DNF             |
| 104             | Michael Schwarzmann (GER) | 55.             |
| 105             | Rüdiger Selig (GER)       | DNF             |
| 106             | Milan Menten (BEL)        | 19.             |
| 107             | Liam Slock (BEL)          | 54.             |

| Q36.5 Pro Cycling Team Q36 | Q36.5 Pro Cycling Team Q36 | Q36.5 Pro Cycling Team Q36 |
| -------------------------- | -------------------------- | -------------------------- |
| Nr.                        | Rytter                     | Placering                  |
| 111                        | Matteo Moschetti (ITA)     | DNF                        |
| 112                        | Jack Bauer (NZL)           | DNF                        |
| 113                        | Tobias Ludvigsson (SWE)    | DNF                        |
| 114                        | Cyrus Monk (AUS)           | 25.                        |
| 115                        | Manuel Oioli (ITA)         | DNF                        |
| 116                        | Tom Devriendt (BEL)        | DNF                        |
| 117                        | Joey Rosskopf (USA)        | DNF                        |

| Team Flanders-Baloise TFB | Team Flanders-Baloise TFB | Team Flanders-Baloise TFB |
| ------------------------- | ------------------------- | ------------------------- |
| Nr.                       | Rytter                    | Placering                 |
| 121                       | Aaron Van Poucke (BEL)    | DNF                       |
| 122                       | Alex Colman (BEL)         | DNF                       |
| 123                       | Lindsay De Vylder (BEL)   | 46.                       |
| 124                       | Tuur Dens (BEL)           | DNF                       |
| 125                       | Vince Gerits (BEL)        | DNF                       |
| 126                       | Jules Hesters (BEL)       | DNF                       |
| 127                       | Noah Vandenbranden (BEL)  | DNF                       |

| Team Novo Nordisk TNN | Team Novo Nordisk TNN | Team Novo Nordisk TNN |
| --------------------- | --------------------- | --------------------- |
| Nr.                   | Rytter                | Placering             |
| 131                   | Lucas Dauge (FRA)     | DNF                   |
| 132                   | Jan Dunnewind (NED)   | DNF                   |
| 133                   | Joonas Henttala (FIN) | DNF                   |
| 134                   | Matyáš Kopecký (CZE)  | 15.                   |
| 135                   | Andrea Peron (ITA)    | DNF                   |
| 136                   | Umberto Poli (ITA)    | DNF                   |
| 137                   | Filippo Ridolfo (ITA) | 34.                   |

| Tudor Pro Cycling Team TUD | Tudor Pro Cycling Team TUD | Tudor Pro Cycling Team TUD |
| -------------------------- | -------------------------- | -------------------------- |
| Nr.                        | Rytter                     | Placering                  |
| 141                        | Miká Heming (GER)          | 44.                        |
| 142                        | Arthur Kluckers (LUX)      | DNF                        |
| 143                        | Aivaras Mikutis (LTU)      | DNF                        |
| 144                        | Rick Pluimers (NED)        | 14.                        |
| 145                        | Arnaud Tendon (SUI)        | 51.                        |
| 147                        | Nils Brun (SUI)            | 40.                        |

| Uno-X Pro Cycling Team UXT | Uno-X Pro Cycling Team UXT | Uno-X Pro Cycling Team UXT |
| -------------------------- | -------------------------- | -------------------------- |
| Nr.                        | Rytter                     | Placering                  |
| 151                        | Alexander Kristoff (NOR)   | 12.                        |
| 152                        | Tord Gudmestad (NOR)       | DNF                        |
| 153                        | Louis Bendixen (DEN)       | DNF                        |
| 154                        | Erlend Blikra (NOR)        | DNF                        |
| 155                        | Marcus Sander Hansen (DEN) | DNF                        |
| 156                        | Niklas Larsen (DEN)        | DNF                        |
| 157                        | Søren Wærenskjold (NOR)    | 7.                         |

| Maloja Pushbikers PBS | Maloja Pushbikers PBS   | Maloja Pushbikers PBS |
| --------------------- | ----------------------- | --------------------- |
| Nr.                   | Rytter                  | Placering             |
| 161                   | Roy Eefting (NED)       | DNF                   |
| 162                   | Filippo Fortin (ITA)    | DNF                   |
| 163                   | Paul Rudys (GER)        | DNF                   |
| 164                   | Wolfgang Brandl (GER)   | DNF                   |
| 165                   | Patrick Reißig (GER)    | DNF                   |
| 166                   | Fabian Steininger (AUT) | DNF                   |
| 167                   | Philip Weber (GER)      | DNF                   |

| P&S Benotti PUS | P&S Benotti PUS        | P&S Benotti PUS |
| --------------- | ---------------------- | --------------- |
| Nr.             | Rytter                 | Placering       |
| 171             | Max-David Briese (GER) | DNF             |
| 172             | Albert Gathemann (GER) | DNF             |
| 173             | Jarno Grixa (GER)      | DNF             |
| 174             | Tobias Nolde (GER)     | DNF             |
| 175             | Jannis Peter (GER)     | DNF             |
| 176             | Dominik Röber (GER)    | DNF             |
| 177             | Luke Wilk (GER)        | DNF             |

| Rad-Net Oßwald RNO | Rad-Net Oßwald RNO        | Rad-Net Oßwald RNO |
| ------------------ | ------------------------- | ------------------ |
| Nr.                | Rytter                    | Placering          |
| 181                | Tobias Buck-Gramcko (GER) | DNF                |
| 182                | Moritz Czasa (GER)        | DNF                |
| 183                | Vincent John (GER)        | DNF                |
| 184                | Moritz Kretschy (GER)     | 57.                |
| 185                | Tobias Müller (GER)       | DNF                |
| 186                | Jan Rinklef (GER)         | DNF                |
| 187                | Jasper Schröder (GER)     | DNF                |

| Santic-Wibatech SWT | Santic-Wibatech SWT       | Santic-Wibatech SWT |
| ------------------- | ------------------------- | ------------------- |
| Nr.                 | Rytter                    | Placering           |
| 191                 | Laurin Gabelica (GER)     | DNF                 |
| 192                 | Jonas Messerschmidt (GER) | DNF                 |
| 193                 | Piotr Pękala (POL)        | 26.                 |
| 194                 | Bartłomiej Proć (POL)     | DNF                 |
| 195                 | Nils Puschmann (GER)      | DNF                 |
| 196                 | Leon Rohde (GER)          | DNF                 |
| 197                 | Szymon Tracz (POL)        | 28.                 |

| Saris Rouvy Sauerland Team SVL | Saris Rouvy Sauerland Team SVL | Saris Rouvy Sauerland Team SVL |
| ------------------------------ | ------------------------------ | ------------------------------ |
| Nr.                            | Rytter                         | Placering                      |
| 201                            | Henri-Johannes Appelbaum (GER) | DNF                            |
| 202                            | Dominik Bauer (GER)            | DNF                            |
| 203                            | Julian Borresch (GER)          | 45.                            |
| 204                            | Jonathan Rottmann (GER)        | DNF                            |
| 205                            | Jan-Marc Temmen (GER)          | DNF                            |
| 206                            | Lennart Voege (GER)            | DNF                            |
| 207                            | Yago Aguirre (ESP)             | DNF                            |

| Team Lotto-Kern Haus LKH | Team Lotto-Kern Haus LKH | Team Lotto-Kern Haus LKH |
| ------------------------ | ------------------------ | ------------------------ |
| Nr.                      | Rytter                   | Placering                |
| 211                      | Jakob Geßner (GER)       | 56.                      |
| 212                      | Ben Felix Jochum (GER)   | DNF                      |
| 213                      | Joshua Huppertz (GER)    | 33.                      |
| 214                      | Leslie Lührs (GER)       | DNF                      |
| 215                      | Mathieu Kockelmann (LUX) | DNF                      |
| 216                      | Daniel Schrag (GER)      | DNF                      |
| 217                      | Pierre-Pascal Keup (GER) | 24.                      |

| Tyskland GER | Tyskland GER     | Tyskland GER |
| ------------ | ---------------- | ------------ |
| Nr.          | Rytter           | Placering    |
| 221          | Max Walscheid    | 21.          |
| 222          | Rick Zabel       | 30.          |
| 223          | Miguel Heidemann | DNF          |
| 224          | Vinzent Dorn     | DNF          |
| 225          | Juri Hollmann    | DNF          |
| 226          | Jon Knolle       | DNF          |
| 227          | Lukas Meiler     | DNF          |

| Jumbo-Visma TJV | Jumbo-Visma TJV          | Jumbo-Visma TJV |
| --------------- | ------------------------ | --------------- |
| Nr.             | Rytter                   | Placering       |
| 1               | Olav Kooij (NED)         | 50.             |
| 2               | Edoardo Affini (ITA)     | 8.              |
| 3               | Christophe Laporte (FRA) | 5.              |
| 4               | Jesse Kramer (NED)       | 29.             |
| 5               | Per Strand Hagenes (NOR) | 1.              |
| 6               | Tim van Dijke (NED)      | 31.             |
| 7               | Jos van Emden (NED)      | 41.             |

| Bora-Hansgrohe BOH | Bora-Hansgrohe BOH     | Bora-Hansgrohe BOH |
| ------------------ | ---------------------- | ------------------ |
| Nr.                | Rytter                 | Placering          |
| 11                 | Jordi Meeus (BEL)      | 20.                |
| 12                 | Patrick Gamper (AUT)   | 53.                |
| 13                 | Jonas Koch (GER)       | 10.                |
| 14                 | Luis-Joe Lührs (GER)   | 35.                |
| 15                 | Ryan Mullen (IRL)      | 49.                |
| 16                 | Nils Politt (GER)      | 52.                |
| 17                 | Danny van Poppel (NED) | 6.                 |

| Alpecin-Deceuninck ADC | Alpecin-Deceuninck ADC  | Alpecin-Deceuninck ADC |
| ---------------------- | ----------------------- | ---------------------- |
| Nr.                    | Rytter                  | Placering              |
| 21                     | Jasper Philipsen (BEL)  | 39.                    |
| 22                     | Edward Planckaert (BEL) | 9.                     |
| 23                     | Ayco Bastiaens (BEL)    | DNF                    |
| 24                     | Kaden Groves (AUS)      | 2.                     |
| 25                     | Simon Dehairs (BEL)     | DNF                    |
| 26                     | Oscar Riesebeek (NED)   | 38.                    |
| 27                     | Ramon Sinkeldam (NED)   | DNF                    |

| Intermarché-Circus-Wanty ICW | Intermarché-Circus-Wanty ICW | Intermarché-Circus-Wanty ICW |
| ---------------------------- | ---------------------------- | ---------------------------- |
| Nr.                          | Rytter                       | Placering                    |
| 31                           | Gerben Thijssen (BEL)        | 11.                          |
| 32                           | Tim Rex (BEL)                | DNF                          |
| 33                           | Julius Johansen (DEN)        | 22.                          |
| 34                           | Tom Paquot (BEL)             | DNF                          |
| 35                           | Baptiste Planckaert (BEL)    | DNF                          |
| 36                           | Boy van Poppel (NED)         | DNF                          |

| Lidl-Trek LTK | Lidl-Trek LTK                | Lidl-Trek LTK |
| ------------- | ---------------------------- | ------------- |
| Nr.           | Rytter                       | Placering     |
| 41            | Mads Pedersen (DEN)          | 3.            |
| 42            | Jon Aberasturi (ESP)         | DNF           |
| 43            | Nils Aebersold (SUI)         | DNF           |
| 45            | Alex Kirsch (LUX) (landevej) | 18.           |
| 46            | Martin Pedersen (DEN)        | DNF           |
| 47            | Tim Torn Teutenberg (GER)    | 13.           |

| Soudal Quick-Step SOQ | Soudal Quick-Step SOQ    | Soudal Quick-Step SOQ |
| --------------------- | ------------------------ | --------------------- |
| Nr.                   | Rytter                   | Placering             |
| 51                    | Tim Merlier (BEL)        | DNF                   |
| 52                    | Josef Černý (CZE)        | DNF                   |
| 53                    | Lars Craps (BEL)         | DNF                   |
| 54                    | Jannik Steimle (GER)     | DNF                   |
| 55                    | Rémi Cavagna (FRA)       | DNF                   |
| 56                    | Bert Van Lerberghe (BEL) | DNF                   |
| 57                    | Stan Van Tricht (BEL)    | DNF                   |

| Team DSM-Firmenich DSM | Team DSM-Firmenich DSM    | Team DSM-Firmenich DSM |
| ---------------------- | ------------------------- | ---------------------- |
| Nr.                    | Rytter                    | Placering              |
| 61                     | John Degenkolb (GER)      | 27.                    |
| 62                     | Pavel Bittner (CZE)       | 47.                    |
| 63                     | Alexander Edmondson (AUS) | 37.                    |
| 64                     | Nils Eekhoff (NED)        | 4.                     |
| 65                     | Alberto Dainese (ITA)     | 17.                    |
| 66                     | Niklas Märkl (GER)        | 43.                    |
| 67                     | Casper van Uden (NED)     | 36.                    |

| Team Jayco AlUla JAY | Team Jayco AlUla JAY   | Team Jayco AlUla JAY |
| -------------------- | ---------------------- | -------------------- |
| Nr.                  | Rytter                 | Placering            |
| 71                   | Campbell Stewart (NZL) | DNF                  |
| 72                   | Luke Durbridge (AUS)   | 48.                  |
| 73                   | Hamish McKenzie (AUS)  | DNF                  |
| 74                   | Luka Mezgec (SLO)      | 16.                  |
| 75                   | Zdeněk Štybar (CZE)    | DNF                  |
| 76                   | Blake Quick (AUS)      | DNF                  |
| 77                   | Elmar Reinders (NED)   | 42.                  |

| Team Corratec-Selle Italia COR | Team Corratec-Selle Italia COR | Team Corratec-Selle Italia COR |
| ------------------------------ | ------------------------------ | ------------------------------ |
| Nr.                            | Rytter                         | Placering                      |
| 91                             | Antonio Barać (CRO)            | DNF                            |
| 92                             | Stefano Gandin (ITA)           | DNF                            |
| 93                             | Simone Olivero (ITA)           | DNF                            |
| 94                             | Jan Stöckli (SUI)              | DNF                            |
| 95                             | Kyrylo Tsarenko (UKR)          | 32.                            |
| 96                             | Etienne van Empel (NED)        | 23.                            |

| Lotto Dstny LTD | Lotto Dstny LTD           | Lotto Dstny LTD |
| --------------- | ------------------------- | --------------- |
| Nr.             | Rytter                    | Placering       |
| 101             | Caleb Ewan (AUS)          | DNF             |
| 102             | Jarrad Drizners (AUS)     | DNF             |
| 103             | Joshua Giddings (GBR)     | DNF             |
| 104             | Michael Schwarzmann (GER) | 55.             |
| 105             | Rüdiger Selig (GER)       | DNF             |
| 106             | Milan Menten (BEL)        | 19.             |
| 107             | Liam Slock (BEL)          | 54.             |

| Q36.5 Pro Cycling Team Q36 | Q36.5 Pro Cycling Team Q36 | Q36.5 Pro Cycling Team Q36 |
| -------------------------- | -------------------------- | -------------------------- |
| Nr.                        | Rytter                     | Placering                  |
| 111                        | Matteo Moschetti (ITA)     | DNF                        |
| 112                        | Jack Bauer (NZL)           | DNF                        |
| 113                        | Tobias Ludvigsson (SWE)    | DNF                        |
| 114                        | Cyrus Monk (AUS)           | 25.                        |
| 115                        | Manuel Oioli (ITA)         | DNF                        |
| 116                        | Tom Devriendt (BEL)        | DNF                        |
| 117                        | Joey Rosskopf (USA)        | DNF                        |

| Team Flanders-Baloise TFB | Team Flanders-Baloise TFB | Team Flanders-Baloise TFB |
| ------------------------- | ------------------------- | ------------------------- |
| Nr.                       | Rytter                    | Placering                 |
| 121                       | Aaron Van Poucke (BEL)    | DNF                       |
| 122                       | Alex Colman (BEL)         | DNF                       |
| 123                       | Lindsay De Vylder (BEL)   | 46.                       |
| 124                       | Tuur Dens (BEL)           | DNF                       |
| 125                       | Vince Gerits (BEL)        | DNF                       |
| 126                       | Jules Hesters (BEL)       | DNF                       |
| 127                       | Noah Vandenbranden (BEL)  | DNF                       |

| Team Novo Nordisk TNN | Team Novo Nordisk TNN | Team Novo Nordisk TNN |
| --------------------- | --------------------- | --------------------- |
| Nr.                   | Rytter                | Placering             |
| 131                   | Lucas Dauge (FRA)     | DNF                   |
| 132                   | Jan Dunnewind (NED)   | DNF                   |
| 133                   | Joonas Henttala (FIN) | DNF                   |
| 134                   | Matyáš Kopecký (CZE)  | 15.                   |
| 135                   | Andrea Peron (ITA)    | DNF                   |
| 136                   | Umberto Poli (ITA)    | DNF                   |
| 137                   | Filippo Ridolfo (ITA) | 34.                   |

| Tudor Pro Cycling Team TUD | Tudor Pro Cycling Team TUD | Tudor Pro Cycling Team TUD |
| -------------------------- | -------------------------- | -------------------------- |
| Nr.                        | Rytter                     | Placering                  |
| 141                        | Miká Heming (GER)          | 44.                        |
| 142                        | Arthur Kluckers (LUX)      | DNF                        |
| 143                        | Aivaras Mikutis (LTU)      | DNF                        |
| 144                        | Rick Pluimers (NED)        | 14.                        |
| 145                        | Arnaud Tendon (SUI)        | 51.                        |
| 147                        | Nils Brun (SUI)            | 40.                        |

| Uno-X Pro Cycling Team UXT | Uno-X Pro Cycling Team UXT | Uno-X Pro Cycling Team UXT |
| -------------------------- | -------------------------- | -------------------------- |
| Nr.                        | Rytter                     | Placering                  |
| 151                        | Alexander Kristoff (NOR)   | 12.                        |
| 152                        | Tord Gudmestad (NOR)       | DNF                        |
| 153                        | Louis Bendixen (DEN)       | DNF                        |
| 154                        | Erlend Blikra (NOR)        | DNF                        |
| 155                        | Marcus Sander Hansen (DEN) | DNF                        |
| 156                        | Niklas Larsen (DEN)        | DNF                        |
| 157                        | Søren Wærenskjold (NOR)    | 7.                         |

| Maloja Pushbikers PBS | Maloja Pushbikers PBS   | Maloja Pushbikers PBS |
| --------------------- | ----------------------- | --------------------- |
| Nr.                   | Rytter                  | Placering             |
| 161                   | Roy Eefting (NED)       | DNF                   |
| 162                   | Filippo Fortin (ITA)    | DNF                   |
| 163                   | Paul Rudys (GER)        | DNF                   |
| 164                   | Wolfgang Brandl (GER)   | DNF                   |
| 165                   | Patrick Reißig (GER)    | DNF                   |
| 166                   | Fabian Steininger (AUT) | DNF                   |
| 167                   | Philip Weber (GER)      | DNF                   |

| P&S Benotti PUS | P&S Benotti PUS        | P&S Benotti PUS |
| --------------- | ---------------------- | --------------- |
| Nr.             | Rytter                 | Placering       |
| 171             | Max-David Briese (GER) | DNF             |
| 172             | Albert Gathemann (GER) | DNF             |
| 173             | Jarno Grixa (GER)      | DNF             |
| 174             | Tobias Nolde (GER)     | DNF             |
| 175             | Jannis Peter (GER)     | DNF             |
| 176             | Dominik Röber (GER)    | DNF             |
| 177             | Luke Wilk (GER)        | DNF             |

| Rad-Net Oßwald RNO | Rad-Net Oßwald RNO        | Rad-Net Oßwald RNO |
| ------------------ | ------------------------- | ------------------ |
| Nr.                | Rytter                    | Placering          |
| 181                | Tobias Buck-Gramcko (GER) | DNF                |
| 182                | Moritz Czasa (GER)        | DNF                |
| 183                | Vincent John (GER)        | DNF                |
| 184                | Moritz Kretschy (GER)     | 57.                |
| 185                | Tobias Müller (GER)       | DNF                |
| 186                | Jan Rinklef (GER)         | DNF                |
| 187                | Jasper Schröder (GER)     | DNF                |

| Santic-Wibatech SWT | Santic-Wibatech SWT       | Santic-Wibatech SWT |
| ------------------- | ------------------------- | ------------------- |
| Nr.                 | Rytter                    | Placering           |
| 191                 | Laurin Gabelica (GER)     | DNF                 |
| 192                 | Jonas Messerschmidt (GER) | DNF                 |
| 193                 | Piotr Pękala (POL)        | 26.                 |
| 194                 | Bartłomiej Proć (POL)     | DNF                 |
| 195                 | Nils Puschmann (GER)      | DNF                 |
| 196                 | Leon Rohde (GER)          | DNF                 |
| 197                 | Szymon Tracz (POL)        | 28.                 |

| Saris Rouvy Sauerland Team SVL | Saris Rouvy Sauerland Team SVL | Saris Rouvy Sauerland Team SVL |
| ------------------------------ | ------------------------------ | ------------------------------ |
| Nr.                            | Rytter                         | Placering                      |
| 201                            | Henri-Johannes Appelbaum (GER) | DNF                            |
| 202                            | Dominik Bauer (GER)            | DNF                            |
| 203                            | Julian Borresch (GER)          | 45.                            |
| 204                            | Jonathan Rottmann (GER)        | DNF                            |
| 205                            | Jan-Marc Temmen (GER)          | DNF                            |
| 206                            | Lennart Voege (GER)            | DNF                            |
| 207                            | Yago Aguirre (ESP)             | DNF                            |

| Team Lotto-Kern Haus LKH | Team Lotto-Kern Haus LKH | Team Lotto-Kern Haus LKH |
| ------------------------ | ------------------------ | ------------------------ |
| Nr.                      | Rytter                   | Placering                |
| 211                      | Jakob Geßner (GER)       | 56.                      |
| 212                      | Ben Felix Jochum (GER)   | DNF                      |
| 213                      | Joshua Huppertz (GER)    | 33.                      |
| 214                      | Leslie Lührs (GER)       | DNF                      |
| 215                      | Mathieu Kockelmann (LUX) | DNF                      |
| 216                      | Daniel Schrag (GER)      | DNF                      |
| 217                      | Pierre-Pascal Keup (GER) | 24.                      |

| Tyskland GER | Tyskland GER     | Tyskland GER |
| ------------ | ---------------- | ------------ |
| Nr.          | Rytter           | Placering    |
| 221          | Max Walscheid    | 21.          |
| 222          | Rick Zabel       | 30.          |
| 223          | Miguel Heidemann | DNF          |
| 224          | Vinzent Dorn     | DNF          |
| 225          | Juri Hollmann    | DNF          |
| 226          | Jon Knolle       | DNF          |
| 227          | Lukas Meiler     | DNF          |